# バーラージー・ヴィシュヴァナート
バーラージー・ヴィシュヴァナート（マラーティー語：बाळाजी विश्वनाथ, 英語：Balaji Vishvanath, 1660年頃あるいは1662年1月1日 - 1720年4月12日）は、インドのデカン地方、マラーター王国の世襲における初代宰相（ペーシュワー、1713年 - 1720年）。マラーター同盟の盟主でもある。
彼の宰相就任以降、その後一世紀にわたりその子孫がマラーター王国の宰相とマラーター同盟の盟主を独占することになり、その地位が世襲される形が19世紀まで続いた。

## 生涯

### 幼少期・青年期
1662年1月1日、バーラージー・ヴィシュヴァナートは、コンカン地方のバラモン・カーストであるコンカナスタあるいはチットパーワンの家系に生まれた。ただ、生年に関しては諸説あり、だいたい1660年頃とされている。
バーラージー・ヴィシュヴァナートに関する幼少期および青年期は殆ど知られておらず、もはや伝承といった形でしか伝わっていない。彼はコンカン地方シュリーヴァルダンの郷主ヴィシュヴァナート・パントの息子として生まれたが、その地域のシーディーと呼ばれるムスリムの迫害を受け、コンカン地方を離れてデカンに向かった。その間、彼はずっとチプルーンで製塩職人として働いていたという。

### マラーター王国の役人として
1689年、バーラージー・ヴィシュヴァナートの名が史料という形でようやく表れる。このとき、彼はマラーター王国の官僚ラームチャンドラ・パント・アマーティヤのもと、下級役人として働いていた。
1695年の文書によると、バーラージー・ヴィシュヴァナートはデカンのプネーとダウラターバードの州長官（サル・スバー）となっている。だが、1689年以降、ムガル帝国の皇帝アウラングゼーブによるデカン戦争で、この地域はからはマラーター王国の勢力が放逐されており、彼はマラーター王国側の名目上の行政官であった。
ただ、この地域にはマラーターの影響力もあり、バーラージー・ヴィシュヴァナートはムガル帝国との何らかのやり取りをしていたともいう。その証拠にマラーターの王子シャーフーのやり取りが見られている。
1689年3月にマラーター王サンバージーが殺されたのち、その息子シャーフーはムガル帝国の捕虜として、帝国の宮廷に滞在していた。つまり、シャーフーとのやり取りはムガル帝国を介してでないとできなかった。
そして、このシャーフーとのやり取りで地方役人にすぎなかったバーラージー・ヴィシュヴァナートはその信頼を得ることに成功し、その運命に大きくかかわってくるようになる。

### マラーター王国の宰相として

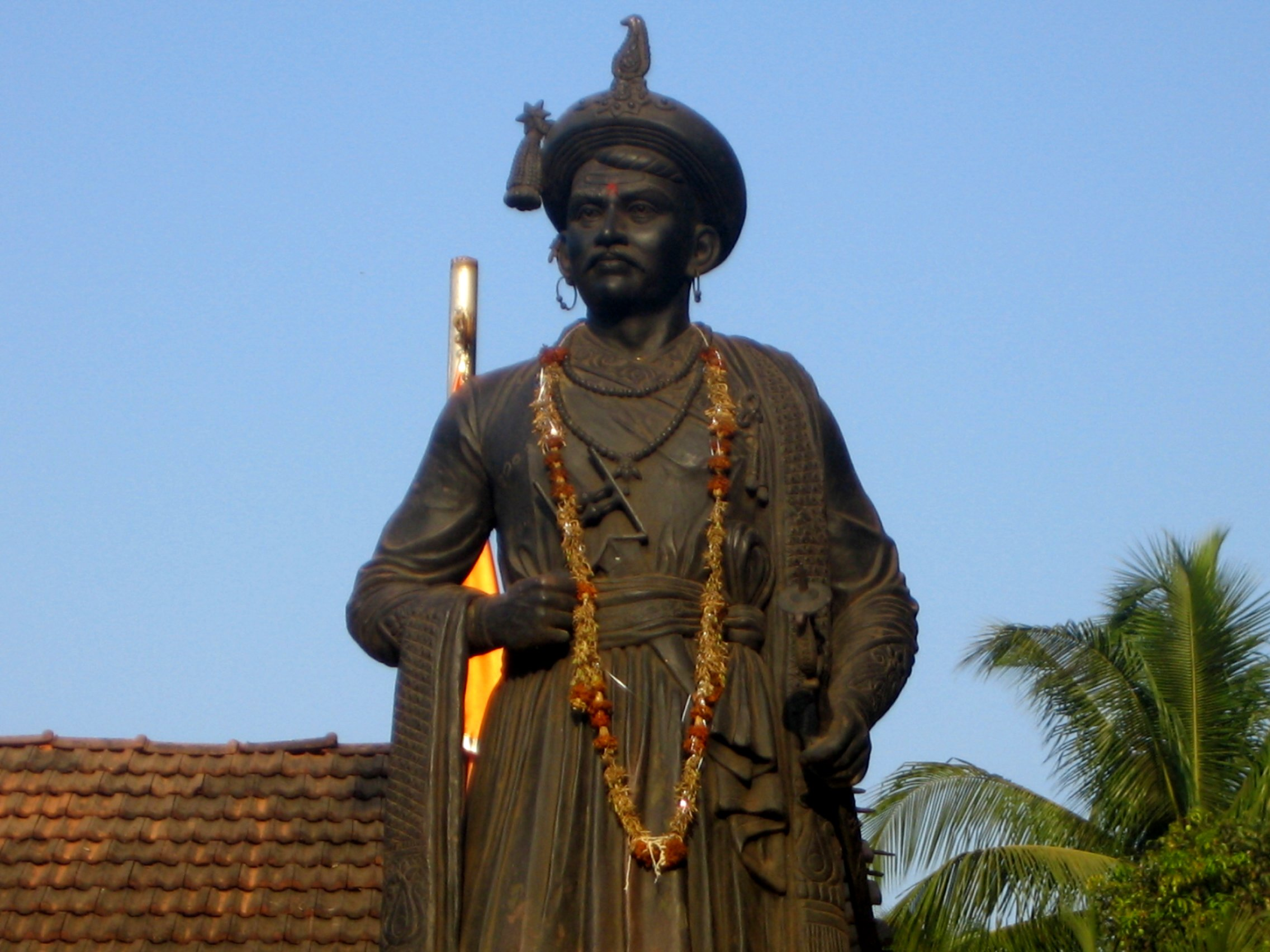
バーラージー・ヴィシュヴァナート像（プネー）

18世紀初頭、マラーター軍はムガル帝国に対して反撃に出て、1707年3月に老帝アウラングゼーブが死ぬと、同年5月にシャーフーはデリーを出た。こうして、同年帰国したシャーフーは王位継承権を主張し、マラーター王にであることを宣言した。
だが、マラーター王シヴァージー2世の摂政のターラー・バーイーが反対したため、マラーター王国は二分された。このとき、バーラージー・ヴィシュヴァナートはシャーフーの支持を素早く表明し、かねてから二人は連携を取り合っていたため、状況を有利に進めることができた。
そして、同年10月にシヴァージー2世とターラー・バーイーを打倒し、1708年1月12日にシャーフーは第5代国王となった。なお、シャーフーが即位した1708年は、マラーター王国を中心にマラーター諸侯らによるマラーター同盟結成の年とされる（とはいえ、マラーター同盟の確立はもう少し後である）。
バーラージー・ヴィシュヴァナートはその功績で側近となり、1713年11月16日にマラーター王国の宰相（ペーシュワー）となった。また、彼はコンカン地方のバラモンを多く登用し、同盟内における彼らの地位を固め、その後一世紀近くにわたり彼の家系がマラーター王国の宰相位を独占する基礎を作った。

### ムガル帝国への介入
一方、ムガル帝国もまた、アウラングゼーブの死後に3人の息子が争うなど、長期にわたる帝位継承戦争が続いた。この戦争はファッルフシヤルがサイイド兄弟の力を借りて、1713年1月にジャハーンダール・シャーを打ち破り終わったが、ムガル帝国の国力を大きく削いだ。
デリーの実権を握ったサイイド兄弟は、マラーターに対する脅威を払拭しようと考えた。そして、1715年から軍務大臣サイイド・フサイン・アリー・ハーンはデカン総督として着任し、マラーターと戦闘を行った。
1718年7月、バーラージー・ヴィシュヴァナートとフサイン・アリー・ハーンは、ムガル・マラーター間で次のような協定を結んだ。
- ムガル帝国はシヴァージー時代の領土をマラーター王国の領土として認める。
- ムガル帝国領のデカン6州に関して、チャウタ（諸税の4分の1を徴収する権利）およびサルデーシュムキー（諸税の10分の1とは別に徴収する権利）をマラーターに認める。
- マラーター王国はムガル帝国が必要としたとき、騎兵15,000兵を援軍として派遣する。
- マラーター王国はデカンにおける略奪及び反乱に歯止めをかけ、毎年100万ルピーを支払う。

また、同年9月にフサイン・アリー・ハーンが皇帝ファッルフシヤルにデリーに帰還するように命じられると、11月にバーラージー・ヴィシュヴァナートは彼に同行し、1719年2月に皇帝の廃位に加担した。ファッルフシヤルはムガル・マラーター間での締結された条約を認めていなかったため、3月に新たな皇帝ラフィー・ウッダラジャートが条約を承認した。
バーラージー・ヴィシュヴァナートは条約が承認されたのちに帰還したが、彼と随行したサルダールらはムガル帝国の弱体化を目にし、デカンを越えて北インド侵略を考えるようになった。彼は北インドを侵略しようとはしなかったが、デカンのチャウタとサルデーシュムキーを効率的に徴収するため、サルダールらにその地域を割り当てて足場を固めた。

### 引退と死

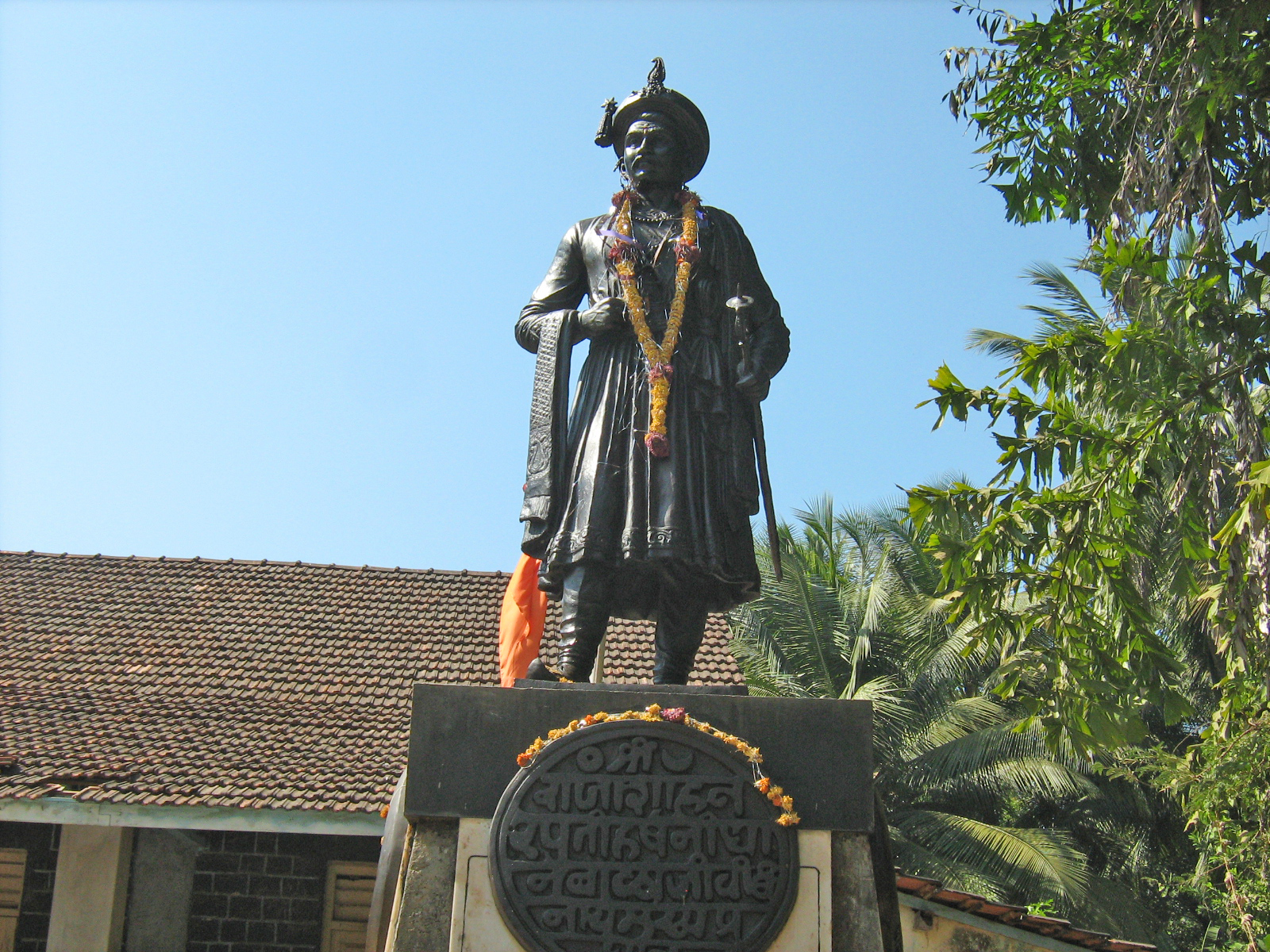
バーラージー・ヴィシュヴァナート像

1719年10月、バーラージー・ヴィシュヴァナートは主君シャーフーに引退を申し出て、政界を引退し、1720年4月12日にプネー近郊サースワドで死亡した。
あとを継いだのは有能な息子バージー・ラーオであり、父の築いたマラーター同盟の確立に努め、デカンと北インドにまたがる「マラーター帝国」へと仕立て上げた。
バーラージー・ヴィシュヴァナートの功績はマラーター同盟の基礎を築いたことと、彼自身の家柄の権威を高め、一世紀にわたり王国の宰相位を一族の世襲制にしたことにあった。